# Sparkassen-Kulturstiftung Rheinland
Die Sparkassen-Kulturstiftung Rheinland ist von den rheinischen Sparkassen im Jahr 1987 mit dem Ziel einer Förderung der Kultur im Rheinland gegründet worden. Sie unterstützt Organisationen, die einen gemeinnützigen Zweck haben und aus dem Bereich der Bildenden Kunst, Musik, Tanz, Literatur sowie Kulturgeschichte kommen.
Seit dem Jahr 1989 verleiht die Sparkassen-Kulturstiftung Rheinland zudem den Großen Kulturpreis den Künstlerinnen und Künstler erhalten, die das kulturelle Leben im Rheinland außergewöhnlich bereichern. Zu diesem mit 30.000 Euro dotierten Hauptpreis gehört der Förderpreis, der an jüngere vielversprechende Nachwuchstalente ausgegeben wird. Der Große Kulturpreis ist mit 30.000 Euro dotiert, der Förderpreis mit 10.000 Euro.
Zudem zeichnet die Sparkassen-Kulturstiftung Rheinland seit dem Jahr 1997 mit dem Jugendkulturpreis Kultureinrichtungen aus, die herausragende Kulturangebote für Kinder und Jugendliche anbieten. Der Jugendkulturpreis ist mit 10.000 Euro dotiert.